# Challenger de Nonthaburi III 2023
El torneo Nonthaburi Challenger III 2023 fue un torneo de tenis perteneció al ATP Challenger Tour 2023 en la categoría Challenger 50. Se trató de la 6ª edición; el torneo tuvo lugar en la ciudad de Nonthaburi (Tailandia), desde el 16 hasta el 22 de enero de 2023 sobre pista dura al aire libre.

## Jugadores participantes del cuadro de individuales
| Favorito | País                       | Jugador              | Rank1 | Posición en el torneo    |
| -------- | -------------------------- | -------------------- | ----- | ------------------------ |
| 1        | Bandera de Australia       | James Duckworth      | 154   | Segunda ronda            |
| 2        | Bandera de Suiza           | Alexander Ritschard  | 174   | Primera ronda            |
| 3        | Bandera de Francia         | Antoine Escoffier    | 192   | Cuartos de final, retiro |
| 4        | Bandera de Francia         | Evan Furness         | 211   | Primera ronda            |
| 5        | Bandera del Reino Unido    | Paul Jubb            | 218   | Primera ronda            |
| 6        | Bandera de Rumania         | Nicholas David Ionel | 229   | Primera ronda            |
| 7        | Bandera de Alemania        | Peter Gojowczyk      | 232   | Baja                     |
| 8        | Bandera de República Checa | Zdeněk Kolář         | 237   | Cuartos de final         |

- 1 Se ha tomado en cuenta el ranking del 9 de enero de 2023.

### Otros participantes
Los siguientes jugadores recibieron una invitación (wild card), por lo tanto ingresan directamente al cuadro principal (WC):
- Yuttana Charoenphon
- Jirat Navasirisomboon
- Kasidit Samrej

Los siguientes jugadores ingresan al cuadro principal tras disputar el cuadro clasificatorio (Q):
- Arthur Cazaux
- Evgeny Donskoy
- Jakub Menšík
- Shintaro Mochizuki
- Dominik Palán
- Stuart Parker

## Campeones

### Individual Masculino
- Sho Shimabukuro derrotó en la final a  Arthur Cazaux, 6–2, 7–5

### Dobles Masculino
- Nam Ji-sung /  Song Min-kyu derrotaron en la final a  Jan Choinski /  Stuart Parker, 6–4, 6–4